# Palacio de los niños de Mangyongdae
El Palacio de los niños de Mangyongdae (Hangul: 만경대학생소년궁전; Romanización McCune-Reischauer: Mangyeongdaehaksaengsonyeongungjeon) fue fundada en Pionyang el 2 de mayo de 1989. Es una instalación pública administrada por el Organización de Niños de Corea en Corea del Norte donde los miembros pioneros pueden participar en actividades extracurriculares, como aprender música, idiomas extranjeros, habilidades informáticas y deportes.
El Palacio de los Niños de Mangyongdae tiene 120 habitaciones, una piscina, un gimnasio y un teatro de 2000 asientos. El Palacio de los niños de Mangyongdae no debe confundirse con el Palacio de los Niños de Pionyang, situado al norte de la plaza Kim Il-sung y fundado en 1963.